# Mánfai-kőlyuk
A Mánfai-kőlyuk Magyarország fokozottan védett barlangjai közül az egyik. A Duna–Dráva Nemzeti Park területén lévő Mánfán található. A negyedik leghosszabb barlang a Mecsekben. A hegység fokozottan védett öt barlangjának egyike. A mecseki barlangok közül ennek a barlangnak van a legnagyobb bejárata. Régen Komló vízellátását segítette a barlang vize.

## Leírás
A Nyugat-Mecsek Tájvédelmi Körzetben, a Nyugat-Mecsek keleti peremén, Mánfa belterületétől nyugat–délnyugat irányban, körülbelül három kilométerre, a Mély-völgy, másik nevén Nagy-Mély-völgy alsó szakaszán, a Mély-völgy és a Zsidó-völgy találkozásánál helyezkedik el. Egy turisták által gyakran látogatott, gépjárművel is megközelíthető helyen található. Három bejárata van, amelyek le vannak zárva. Az egyik bejárata a legnagyobb, mecseki barlangbejárat.
Középső triász, szürke, anisusi mészkőben alakult ki, de a befoglaló kőzetben néhány helyen megjelenik a dolomit és a dolomitos mészkőpad. A legnagyobb bejárat után egy inaktív, körülbelül 30 méter hosszú barlangrész van és egy fal választja el a vízmű tárójával összekötött résztől. Különböző üstök figyelhetők meg a mennyezeten, a törésvonalak mentén. Az üstök a szivárgó víz miatt jöttek létre. A tektonikai viszonyok és a rosszul oldódó dolomit miatt keletkeztek a kis keresztmetszetű szifonok. Idős cseppkőlefolyások találhatók a széles és magas bejárati résznek a mennyezeti üregeiben. Az eredeti barlangban is kevés volt a képződmény, de a kiépítés miatt jelenleg csak a megmaradt melléküregekben és kürtőkben van cseppkő. Egybefüggő, fekete mangánbekérgezés fedi a második szifon után a járatot. A vízműnek kiépített, szabályozott folyosó egészen elvesztette a természetes állapotát. Körülbelül 100.000 köbméter évente a barlangi patak vízhozama. A víznyelői a Zsidó-völgyben helyezkednek el. A barlangban lévő Gyula-forrás volt az eredeti előbukkanása a barlangi pataknak. A vízgyűjtő területe az aktív, patakos barlangnak 2,8 négyzetkilométer, amelynek a 25 százaléka nem karsztos, triász homokkő.
Nagyon megváltozott a barlang természetes állapota a vízgazdálkodási hasznosítás miatt. A legtöbb járatban visszafordíthatatlan kárt okozott a kiépítés, főleg a robbantások. A majdnem természetes állapot helyreállítását segítené a hasznosítás végén, ha el lennének távolítva a szükségtelenné vált műszaki létesítmények. A végpontja egy cső kimenettel ellátott, vasbeton gát, amely mögött a járatot valószínűleg a mennyezetig érő vízoszlop tölti ki. A gát utáni járat, amely régen endemikus, vízi gerincteleneknek volt az élőhelye, jelenleg már járhatatlan. Engedéllyel és barlangjáró alapfelszereléssel megtekinthető. A denevérek téli, nyugalmi időszakában korlátozva van a látogatása. Naponta maximum két csoport túrázhat benne és egy-egy csoport legfeljebb 20 személyből állhat. A Duna–Dráva Nemzeti Park Igazgatóság engedélye kell a felső rész megtekintéséhez. A nemzeti park engedélye és az üzemeltető hozzájárulása kell a vízmű által hasznosított rész bejárásához.
Valószínűleg az Ördög-lyukban és a Zsidóvölgyi-barlangfolyosóban, valamint a Zsidó-völgyi 3. sz. víznyelőben lefolyó vizek jelennek meg a barlangban.
A magyar vakcsiga egyik élőhelye. Sok denevérfaj előfordul a barlangban. Körülbelül 19 denevérfaj szaporodik, vagy telel benne. Gebhardt Antal 159 állatfaj barlangi jelenlétét állapította meg, amelyek közül öt a barlanglakó, 16 a barlangi vendég, 31 a barlangkedvelő és 107 a barlangjáró állatfaj. A barlanglakó állatfajai egy barlangi vízicsiga, a Lartetia Gebhardti, egy vak víziászka, a Stenasellus hungaricus robustus, egy vakbolharák, a Niphargus Molnári és két, először erről a helyről leírt örvényzőféreg faj, a Dendrocoelides pannonicus, valamint a Pilycelis Tóthi.
A Mecsek negyedik leghosszabb barlangja az Abaligeti-barlang, a Spirál-víznyelő és az Orfűi Vízfő-barlang után. A mecseki öt fokozottan védett barlang egyike, a másik négy az Abaligeti-barlang, a Mészégető-források barlangja, az Orfűi Vízfő-barlang és a Spirál-víznyelő. Az egyetlen olyan fokozottan védett barlang, amely Mánfán található.
1931-ben volt először Mánfai-kőlyuknak nevezve a barlang az irodalmában. Előfordul a barlang az irodalmában Gyula-barlang (Bertalan 1976), Gyula barlang (Szabó Pál 1961), Kő-lik (Gaál 1944), Kőlik (Kaán 1931), Kőlyik-barlang (Dudich 1925), Kő-lyuk (Kordos 1984), Kőlyuk (Myskowszky 1905), Kőlyuk-barlang (Berényi Üveges 1967), M (Bertalan 1976), Mánfa Cave (Kordos 1977), Mánfai-barlang (Kadić 1939), Mánfai barlang (Kadić 1922–1925), Mánfai Kőlik (Dudich 1932), Mánfai Kőlyuk (Boros 1935), Mánfai-Kő-lyuk (Bertalan, Schőnviszky 1973–1974), Mánfai Kő-lyuk (Kordos 1978), Mánfai–Kőlyuk (Erős 1965), Mánfai Kőlyukbarlang (Kordos 1975–1980), Mánfa-kőlyuk (Takácsné, Eszterhás, Juhász, Kraus 1989), Zichy-barlang (Vadász 1940), Zichy Gyula-barlang (Bertalan 1976) és Zichy Gyula barlang (Kordos 1984) neveken is.

## Kutatástörténet

### 1838–1932
Az 1838-ban megjelent, Koczián J. által készített, Baranya vármegyét ábrázoló térképen, a Mantő feliratnál látható egy barlangjel. Az 1845-ben kiadott, Hölbling Miksa által írt könyvben az olvasható, hogy a mánfai határban található cseppkőbarlang. A bejárata nagyon szép és nagy, de a barlang belül néhány helyen nagyon alacsony és iszapos. Hölbling Miksa 1844 tavaszán 50 ölnyire járt benne, de az ott lévő, sok víz miatt nem tudott továbbmenni. A Mánfán lakóktól azt hallotta, hogy száraz nyáron sokkal messzebb be szoktak menni a pásztorgyermekek zsíros ruhadarabokból csinált méccsel. Az a különös, hogy az Abaligeti-barlangból és a Mánfai-kőlyukból gyors folyású patakok folynak. Az 1851-ben napvilágot látott könyvében Fényes Elek azt írta, hogy Mánfának van egy Kőlik nevű barlangja, amelynek nem ismert a hossza. Az 1894-ben megjelent, Pécs és környéke című könyv szerint a Mély-völgyön keresztül lehet Mánfára jutni és útközben, a mészégető kemencék közelében, egy balra lévő völgynyílásban található a barlang, amely még nem lett részletesen kutatva és a szép bejáratán kívül addig semmi jelentősége nem volt. A barlangtól az első mély-völgyi forrás 2,9 kilométerre, a mánfai híd három kilométerre van.
A Mecsek Egyesület 1904. évi évkönyvében Myskowszky Emil az eróziós eredetű barlangok közé sorolta. Azt írta, hogy a Mánfa délnyugati részén lévő Mély-völgyben, a Mély-völgy és a Zsidó-völgy torkolatánál van a mánfai barlang nagy, hét–nyolc méter magas és öt–hat méter széles bejárata. Tettyétől a Mecsek Egyesület turistajelzésén haladva két órás gyaloglással érhető el. A vörös keretben lévő fehér színű jelzés Tettyétől a barlangig tart. A bejárat jobb oldalán, körülbelül két méterre a talpszint felett indul el a valóságban a bejárati járat, amely közvetlenül az elején nagyon szűkké válik, de kicsivel beljebb tág. A barlang érdekessége és különlegessége, hogy a kifolyó víz a bejáratot háromszor változtatta meg.
Először az előbb leírt, a bejárat jobb oldalához kapcsolódó nyíláson át folyt ki a víz. Később, másodszor a bejárótól beljebb, körülbelül 20–25 méterre, egy hasadékon keresztül távozott el a víz, de a bejárat bal alsó sarkában megint előbukkant. Harmadszor, a tanulmány írásának az idején még mélyebbre folyt a víz és a bejárat alatt folyt ki a Zsidó-völgy medréig. A bejárat száraz volt, de ha a bejárat bal részén lévő, a leomlott sziklatörmelékkel részben elzárt üreg fölé hajolt valaki, akkor nagyon jól hallotta a lent csorgó, barlangi patak hangját. A barlangi víz kristálytiszta, friss és nagy mennyiségben bukkan elő a barlangból. Myskowszky Emil mérései alapján, augusztus 12-én a víz hőmérséklete maximum–minimum hőmérővel mérve, 24 órán keresztül mérve 9,4–9,8 °C volt. A hőmérséklet-ingadozás egy nap alatt 0,4 °C volt. Sokáig keresett barlanglakó vakgőtéket, de nem talált.
A záporok idején függőcseppkövek sodródnak a külszínre, amelyek gyakran páratlanul szépek. A nagy bejáratból és a kisodort függőcseppkövekből megállapítható, hogy egy nagy kiterjedésű, nagyon cseppköves barlang van a mélyben. Szerinte Hölbling Miksa összekeverte a métert az öllel, mert a barlang csak 40 méterig járható, valamint Hölbling Miksa bejárása óta 61 év telt el, de a barlang járatairól nem lehet többet tudni, mint amit Hölbling Miksa leírt. Mészkőben keletkezett, hasadék mentén kimosott, eróziós barlang. Az Orfűi Vízfő-barlang bejárata sokkal kisebb, mint a Mánfai-kőlyuk bejárata és a Mánfai-kőlyuk sokkal érdekesebb, mint az Orfűi Vízfő-barlang. A barlangot érdemes tovább feltárni és remélték, hogy a feltárás rövid időn belül megtörténik. A tanulmányhoz mellékelve lett Zelesny Károlynak a barlang bejáratát ábrázoló fényképe. Az évkönyvnek egy másik fejezete szerint valószínűleg egy több kilométeres, csatornaszerű hálózatnak a része az Abaligeti-barlangnál ismeretlenebb barlang és alig 30–40 méter hosszú.
Myskowszky Emilnek köszönhető, hogy a Mecsek Egyesület barlangkutató osztályának az Ozanich György bányamérnök által vezetett, műszaki csapata Ozanich György tervei alapján elkezdte elérhetővé tenni és feltárni a barlangot. A barlang ekkor egy hat méter széles, 6,5 méter magas, 9,7 méter hosszú és északra néző üregből állt, amelyhez két szűk folyosó kapcsolódott. Majdnem a talpszinten nyíló, alsó járat első része négykézláb mászható volt 13,5 méterig, majd a negyed méter széles, 80 centiméter magas, szűkülő hasadék járhatatlanul szűk lett hét méterrel később. A körülbelül 3,5 méterrel magasabban nyíló, felső, 36 méter hosszú, kanyargó járatban egy elszűkülő hasadék és egy kis tó zárta el a további utat.
Az 1912. évi Turisták Lapja című folyóiratban az olvasható, hogy a környéken élők Kőlyuknak nevezik és még nem volt kutatva részletesen, pedig a szép bejárata miatt megérdemelné, hogy beljebb hatoljanak a barlangban. A publikációban megjelent Zelesny Károly fényképe a barlang bejáratáról. 1922-ben kezdte el kutatni a barlang élővilágát Bokor Elemér. 1923-ban Bokor Elemér a barlangból különböző ízeltlábúakat gyűjtött. 1924. májusban Dudich Endre Polycelis cornuta jelenlétét állapította meg a barlang közelében fakadó forrásokban. 1924. május 27-én Dudich Endre a barlang közelében Dionconotus neglectus F.-et hálózott, amelyet Horváth Géza határozott meg és Dudich Endre a barlangbejárat előtti kő alatt egy tavi denevér koponyát talált, amelyet Éhik Gyula határozott meg.
Az 1926-ban napvilágot látott, Pécs és a Mecsek részletes kalauza című könyv szerint a Kőlyukat mánfai barlangnak is nevezik és a nem átkutatott barlang a Melegmányi-völgytől körülbelül 15–20 percre található, valamint egy jó vizű forrás van mellette. A szép és magas bejárata a Zsidó-völgyre néz, amely itt nyílik, a barlangbejárattól nyugatra. 1926. november 1-jén Molnár István gyűjtött állatokat a barlangban. 1926. november 16-án Molnár István és Tóth Zsigmond gyűjtött állatokat a barlangban. 1927. január 20-án Molnár István gyűjtött állatokat a barlangban. Az állatokat Méhelÿ Lajosnak juttatta el Molnár István. Az 1927-ben kiadott Méhelÿ Lajos által írt kiadványban az olvasható, hogy a kiadványban leírt állatok a Mecsek két egymás közelében lévő barlangjából, a Kőlyukból lettek gyűjtve. A barlangok Pécstől északra, légvonalban 20 kilométerre, a Zsidó-völgy végső szakaszán találhatók. A barlangból egy Polycelis Tóthi nevű és egy Dendrocoelides pannonicus nevű, új Tricladida fajt, egy Niphargus Molnári nevű, új Amphipoda fajt és egy Protelsonia hungarica robusta nevű, új ászkarák alfajt írt le.
A Mecsek Egyesület 1927. évi évkönyvében az van írva, hogy a barlang feltárását és a kutatását a DGT támogatta és a barlangkutató osztálynak az Ozanich Gyula által vezetett csapata kezdte el 1927 nyarán. A barlang népi neve mánfai kőlyuk. A Mecsek északi lejtőjén, Mánfától légvonalban három kilométerre, nyugat–délnyugatra, a Zsidó-völgy és a Nagymély-völgy találkozásánál helyezkedik el. Középső triász kompakt mészkőben jött létre és egy észak felé néző sziklaüregből, valamint a sziklaüregből nyíló, két szűk folyosóból, rókalyukból áll. A sziklaüreg 9,7 méter mély, hat méter széles és 6,5 méter magas. Az üreg keleti oldalán, közvetlenül a talpszint felett nyílik az egyik rókalyuk, amely déli irányba halad és amelyben négykézláb 13,5 méterre lehet behatolni, azután egy szűk, 25 centiméter széles, 80 centiméter magas és körülbelül hét méter hosszú hasadékban folytatódik. A hasadékból forrás folyik, amely a bejárattól számítva a tizedik méterben eltűnik, majd a barlang folytatását képező völgyben megint előbukkan. Az oldalakról levált kőtörmelék van a rókalyuk talpszintjén. Nincs iszaplerakódás. Az üreg hátsó részéből, a talpszint felett, 3,5 méterre nyílik a másik rókalyuk és kanyarogva halad déli irányba. 57,8 méter hosszan járható, azután egy szűk hasadékban folytatódik. Ez a rókalyuk egy–négy méter széles és 1,3–4 méter magas. A zeg-zugos részeinek a sarkaiban szűk feltörések és hasadékok vannak, amelyekből eső után víz csepeg. A belső része nagyon nedves és iszapos, valamint az utolsó, hét méter hosszú szakaszában egy víztócsa található. Nagyon alárendelt a cseppkőképződés a folyosóban.
A rókalyuk bejárata magasabban helyezkedik el a folyosó talpszintjénél és ezért a lyukakon, a tölcséreken és a repedéseken befolyt, beszivárgott vízből tócsák képződtek, valamint leülepedett a vízzel sodort iszap. Ezért nem tűnik alkalmasnak a barlang arra, hogy állatok és emberek éljenek benne. Az iszapban valószínűleg nincs antropológiai, őslénytani, vagy régészeti lelet. Néhány helyen 80 centiméter mély lyukat mélyítettek a meszes, agyagos lerakódásban, de a szálkőzetet nem érték el és sem kavicsot, sem csontot nem találtak. A kutatásokat csak akkor lehet befejezettnek tekinteni, ha a kitöltés teljesen át van vizsgálva. Ezért a rókalyuk bejáratát robbantással lefelé kitágították és a lerakódás kitalicskázása és az átvizsgálása megkezdődött.
A sziklaüreg talpszintjét egyenessé tették a kihordott üledékkel és ezért védett táborhely lett belőle. A rókalyuk a turisták menedékhelyévé vált. A Zsidó-völgyben található két ördöglyuk, valamint a völgy felsőbb részében és a hegy tetején lévő, néhány tölcsér szűk repedésekkel valószínűleg kapcsolódik a Mánfai-kőlyukhoz, mert esős időben leszivárog ezeken a víz és a barlangban több a víz ilyenkor. Néhány fényképet készítettek a barlangról, a barlangot felmérték mérőszalaggal és kompasszal, valamint a barlangba vezető, meredek útba lépcsőket alakítottak ki és egy létrát támasztottak a hátsó nyílásához, hogy az érdeklődők könnyen megtekinthessék. Tervezték, hogy a munkákat tovább folytatják tavasszal. A kiadványban megjelent egy fénykép, amelyen a barlang bejárata látható.
1928-ban az osztály folytatta a barlang feltárását, amelyet Prohászka vezetett Ozanich Gyula tervei szerint. Önként jelentkezett a munkavégzésre Dénes Antal, Drescher József, Fiala Lipót, Hartmann József, Holbuszik János, Horák Rezső, König Lőrinc, Kult Ádám és Strascheck János. A csapat 16 napig kora reggeltől késő estig dolgozott. A sziklaüregből nyíló, felső rókalyuk nyílásának a robbantással tágítását 1927 őszén végezték el és ezért azon keresztül ki tudták talicskázni a kitöltést. Az iszap 44 méter hosszan rakódott le és teljes hosszában, 80–180 centiméter vastagon lett elhordva, valamint azzal lett kiegyengetve a sziklaüreg talpszintje. 116 köbméter földet mozgattak meg és a rókalyuknak ez a része kényelmesen járható lett. A barlang folytatását több helyen, fúrásokkal keresték, de eredménytelenül. Falazott lépcsőt építettek az alsó rókalyukhoz és a rókalyukat 10 méter hosszan, robbantással bővítették annyira, hogy könnyen elérhető lett a forrás. Teljesen kitakarították a forrás medrét és a lefolyása előtt létrehoztak egy falazott duzzasztógátat, amelybe egy 70 milliméter átmérőjű csövet falaztak és a nagyon tiszta forrásvíz ezen folyik ki. Erdeifából készült padot helyeztek el a sziklaüreg feltöltött előterén. Tervezték, hogy a munkákat tovább folytatják tavasszal.
A Mecsek Egyesület 1929. évi évkönyvében az olvasható, hogy a barlangkutató osztály technikai csapata folytatta a kőlyuk feltárását. A feltárás közben, a tavaszi esők miatt, két nagy áradás történt a sziklaüregből induló, felső folyosóban és a víz elhordta a barlangbejáratnál lévő, földből készült töltést. Az áradások következtében azonban kiderült, hogy hol érdemes keresni a barlang folytatását. A felső folyosó ötvenkettedik méteréig eltakarították az iszaplerakódást és az ott található víztócsát áthidalták az osztály tagjai. Egy nagy kőszikla zárta el a folyosó folytatását az ötvenkettedik méternél. A kőszikla szétrobbantása drága és ezért azt tervezték, hogy a robbantást később hajtják végre, akkor, amikor lesz rá fedezet. Ebben az évben a barlangi munkát befejezték emiatt. A technikai csapat az alsó folyosóban végzett forrásfeltárásnak és forrásfoglalásnak az emlékére és az Ozanich Gyula iránt érzett tisztelet jeléül, az engedély megszerzése után a folyosó bejárata fölé egy műkőből készült, Gyula forrás feliratú emléktáblát helyezett el. Ozanich Gyula irányította a forrásfeltárást és a forrásfoglalást. 1929. április 12-én került sor az emléktábla átadására.
1931-ben Gebhardt Antal kezdte el részletesen kutatni a barlang élővilágát. Ebben az évben vakcsiga egyedeket talált a barlangban. A minta alapján Wagner János új fajt írt le, amelynek neve Paladilhiopsis gebhardti H. Wagner 1931. Az 1931-ben kiadott, Természetvédelem és a természeti emlékek című könyvben, amelyet Kaán Károly írt, szó van arról, hogy a Mecsek hegység barlangjai az Abaligeti-barlang, a Törökpince-víznyelőbarlang, a Kispaplika, a mecsekrákosi Sárkány-forrás, az Orfűi Vízfő-barlang és a Mánfai-kőlyuk, amelynek másik neve Kőlik.
Az 1932. évi A Természetben az lett közölve, hogy 1932. április 8-án a Királyi Magyar Természettudományi Társulat állattani szakosztályának szakülésén Gebhardt Antal előadást tartott, amelyen az Abaligeti-barlang és a Mánfai-kőlyuk állatvilágát hasonlította össze. Az életközösségek összetételében mutatkozó nagy faji különbségeket tárgyalta részletesen. A különbségek szerinte a két barlang eltérő élethelyei miatt és a két barlang felszíni környezetében található, eltérő állatvilág következtében alakultak ki. Az 1932-ben napvilágot látott, Természetvédelem és a természeti emlékek című könyvben meg van ismételve a könyv 1931. évi kiadásának Mánfai-kőlyukat említő része.
Az 1932. évi Erdészeti Lapokban közölt, Földváry Miksa által írt írás szerint Myskowszky Emil megfigyelése alapján a barlang eróziós eredetű. A pécsi székesegyház uradalmának erdejében van a barlang, amely még nincs kutatva. Két folyosóból áll, amelyek közül az egyik rövid és a másik egy kicsivel hosszabb. A bejáratánál egy bővizű forrás tör elő, amelynek a vize a felszínre érve, rögtön a föld alá folyik és kint, a völgy fenekén bukkan elő megint homokszemeket forgatva. A bejárata Földváry Miksát a petrozsényi Boli-barlanghoz emlékeztette, amelynek a bejárata nagyon hasonló a Kőlyuk bejáratához, de a Kőlyuk bejárata sokkal kisebb, mint a Boli-barlang sziklakapuja.
Az 1932-ben kiadott, Az Aggteleki cseppkőbarlang és környéke című könyvben, a Mecsek hegység barlangjairól szóló részben szó van arról, hogy Mánfa határában, a Mély-völgy és a Zsidó-völgy találkozásánál van a Mánfai Kőlik. Ez egy nem látványos barlang, amelyet az utóbbi években majdnem teljesen járhatóvá tettek. A kétszintes barlang alsó szintjén patak folyik, de a felső szint is víz alá kerül pl. nagy esőzések után. Faunája főbb vonásaiban az Abaligeti-barlangéval majdnem azonos. A Mánfai-kőlyukban is van barlangi vízicsiga (Lartetia Gebhardti), vak víziászka (Stenasellus hungaricus robustus), vakbolharák (Niphargus Molnári), valamint két érdekes örvényzőféreg (Dendrocoelides pannonicus, Polycelis Tóthi), amelyek csak ebben a barlangban fordulnak elő. Az ismertetés 5 publikáció alapján lett írva.

### 1933–1935
Az 1933. évi Állattani Közleményekben megjelent publikációban, amelyet Gebhardt Antal írt az olvasható, hogy Magyarországon három barlangnak az élővilága van részletesen vizsgálva és ezek közül az egyik a Mánfai-kőlyuk. Az Abaligeti-barlangban és a Mánfai-kőlyukban végzett faunisztikai vizsgálatokat 1930-ban és 1931-ben. A kőlyukban 159 állatfaj él és 113 olyan állatfaj fordul elő benne, amely az Abaligeti-barlangban nem található meg, valamint 46 állatfaj mindkét barlangban él és a két barlangból 303 állatfaj lett kimutatva. Az Abaligeti-barlangban és a Mecsek patakjaiban nagyon gyakori Polycelis felina Dal. a kőlyukból hiányzik, mert a barlangi patakmeder kedvezőtlen konfigurációja miatt a vízi faunának a külvilágon élő fajai nem tudnak a barlang belsejébe jutni a bejáraton át. A kőlyuk egyik endemikus faja a barlanglakó Dendrocoelides pannonicus Méh. és a lytophaga életmódot élő Polycelis Tóthi Méh. A két faj a mánfai, felső barlangnak a külvilági vizektől elzárt, 10–15 négyzetméter felületű, 45–65 centiméter között ingadozó mélységű állóvizeiben fordul elő. Azokban a biotópokban, amelyek az Abaligeti-barlangból hiányoznak. A külszínen is megtalálható és leginkább vízicsapdával gyűjtött gyűrűsférgek fajai a két barlang élővilágában csak kicsit térnek el és legfeljebb az érdekes, hogy a Peloscolex velutinus Grube nevű fajnak a kőlyukban gyakoribb az előfordulása és a kőlyukban a nemnek két faja lett meghatározva.
Az Abaligeti-barlangban gyűjtött 14 csigafaj és a kőlyukban előforduló 17 csigafaj közül csak hat faj közös. A két barlang csigafajai között kimutatható, nagy eltérést szintén a fajokat tartalmazó biotópoknak az eltérő jellegére kell visszavezetni. Az Abaligeti-barlang csigafajai közül 10 faj, illetőleg azoknak leginkább az üres héja a barlang végén lévő forrástó aljáról került elő. A kőlyuk csigafaunájának a legnagyobb része olyan szárazföldi fajokból áll, amelyek a barlang bejárati szakaszait októberben és novemberben, telelés miatt, aktív vándorlással látogatják. Az Abaligeti-barlang földalatti patakjában élő, jellegzetes, apró csigát, a Lartetia hungarica Soós nevűt a kőlyuk barlangi patakjában az új fajnak leírt és Wagner János által ismertetett Lartetia Gebhardti Wagn. helyettesíti. Ez azt bizonyítja, hogy a két barlang vízrendszere nincs összeköttetésben egymással és az elkülönült biotópok létfeltételei miatt alakult ki a két faj egy régibb fajból.
20 rákfaj található a két barlangban és ezek közül csak négy, közös rákfaj lett kimutatva a két faunában. Az Abaligeti-barlang és a kőlyuk bennszülött fajaihoz tartozik két vakrák nem, a Niphargus és a Stenasellus. A két barlangban a két nemet más faj, illetve fajváltozat képviseli. Az Abaligeti-barlangban talált Niphargus sp. nov. és a Stenasellus hungaricus Méh. helyett a kőlyukban Niphargus Molnári Méh. és a Stenasellus hungaricus robustus Méh. fordul elő. Az említett rákokon kívül az Abaligeti-barlang vízi faunáját négy rákfaj, a kőlyuk szárazföldi ászkarákjait öt olyan rákfaj képviseli, amely nem fordul elő a másik barlangban. Az előbbiek csak az Abaligeti-barlangnak az oxigéndús forrástavában tartózkodnak. Oxigéndús forrástó nincs a kőlyukban. A szárazföldi ászkarákok a kőlyuk bejárati részének a sziklafalain és a pitvarban lévő kövek alatt élnek.
Leginkább a százlábúak mutatják meg a két barlang élővilágának a faji eltéréseit. A százlábúaknak 10–10 faja lett meghatározva a két barlangban. Közülük egyetlen faj közös, a Polydesmus collaris Koch. A többi, 18 faj eltér egymástól. A legfeltűnőbb az Abaligeti-barlang három bennszülött fajának, a Hungarosoma Bokori Verh.-nek, az Orobainosoma hungaricum Verh.-nek és a Brachydesmus troglobius Daday-nak a hiánya a kőlyukban. Hiányzik a barlangból a Gervesia noduligera Verh. is, amelyből az Abaligeti-barlangban talált fakorhadékból, néhány helyen több száz lett gyűjtve. A feltűnő, faji eltérést a Lithobius nem változatossága is jól szemlélteti, amelynek a két barlangból előkerült, öt faja közül a két barlangban egy sem közös. A kőlyukban élő soklábúakat általában sziklalakó gömbsoklábúak és olyan fajok képviselik, amelyek a pitvar sziklarepedéseit leginkább telelés miatt keresik meg.
Az ősrovaroknak a két barlangban talált, 19 faja és fajváltozata közül csak kettő közös, a Heteromurus nitidus Abs. és az Arrhopalytes pygmaeus Abs., amelyek Közép-Európa egyéb barlangjaiból is előkerültek. Az eltérő, 17 faj vizsgálatánál figyelemreméltó, hogy a két barlangban bár több, olyan egyező nem előfordul, például a Hypogastrura, az Onychiurus, a Lepidocyrtus, amelyeknek a táplálkozásbiológiai viszonyai is megegyeznek, de ezeket a nemeket eltérő fajok képviselik. Feltűnő jelenség az is, hogy az Abaligeti-barlangban a Heteromurus nitidus Abs. törzsfaján kívül annak négy fajváltozata is elterjedt, addig, a sok példányszám ellenére, a kőlyukban csak a törzsfaj fordul elő. Ezzel szemben a kőlyuknak az érdekes ugróvillásai a barlangkedvelő Hypogastrura cavicola Börn., az Onychiurus sibiricus Tullb. és a Campodea grassii Silv. Ez a három faj az Abaligeti-barlang faunájában nincs jelen.
A bogarak rendjébe tartozik a szárazföldi szervezeteknek a döntő többsége, amely nagyon heterogén összetételű a fajok mozgékonysága miatt. Az Abaligeti-barlangból és a Mánfai-kőlyukból gyűjtött, 75 faj közül csak nyolc faj a közös faunaelem és ezek más barlangokból is ki lettek mutatva. A bogarak között nem fordul elő valódi barlanglakó faj, de több nemnek ismert a barlangi környezethez való vonzódása. Ezek közé tartoznak főleg a Trechus és a Quedius nemek, míg a Choleva, a Nargus és a Catops nemek néhány képviselője, amelyek a barlangok bejárati részeiben, fakorhadék és kövek alatt élnek, egyértelműen kifejezik a barlangok belső üregei felé vezető, fokozatos bevándorlási szándékot. A kőlyuk bogarai között érdekes faunaelemként jelentkeznek a Hydroporus planus F. és a Hydroporus ferrugineus Steph. nevű vízi bogarak, amelyek a barlangnak a felszíni vizektől elzárt pocsolyáiban élnek.
A Mecsekből eddig ismeretlen és máshol is nagyon ritka Bryocharis inclinans Grav. nevű kurtaszárnyú bogárnak a barlangi előfordulása is érdekes, amelyből a kőlyukban több példányt sikerült gyűjtenie Gebhardt Antalnak. Nagyon feltűnően hiányzik viszont a sok barlangból kimutatott, nagyon gyakori Atheta spelaea Er. és a Trechus subnotatus, vagy a Trechus cardioderus Putz. Az Abaligeti-barlangban és a kőlyukban nyolc, a felszínen is elterjedt Hymenoptera előfordulását észlelte Gebhardt Antal, amelyek közül egyetlen faj sem közös. A Leptothorax nylanderi Forst. nevű hangyát a kőlyuk pitvarába valószínűleg telelés miatt bevándorolt és ott elpusztult csigáknak az üres házaiban, a hangyakirálynő körül csoportosulva találta meg Gebhardt Antal. A tegzesek közül a Stenophylax vibex Ct. a mindkét barlangban előforduló faj. A kőlyukban a Stenophylax permistus L., az Abaligeti-barlangban a Micropterna sequox található meg. Mindhárom fajnak a barlangi előfordulása a földalatti patakokkal hozható összefüggésbe.
Mindkét barlangban előfordul három lepkefaj, a nappali pávaszem, a vörös csipkésbagoly és a Triphosa dubitata. 57 légyfaj található, kis különbséggel megoszló számarányban az Abaligeti-barlangban és a kőlyukban összesen. A fauna tagjai túlnyomórészt eltérnek egymástól fajilag és csak kilenc, közös faj található bennük. Egy részük, például a Culex, a Limonia, a Helomyza a szervezeti sajátosságuk miatt kerülnek a barlangoknak az árnyas, hűvös pitvaraiba, ahol ellepik a nedves sziklafalakat, más nemeknek, például a Licoria, a Borborus és a Scolophilella nemeknek pedig a korlátlan mennyiségben rendelkezésre álló táplálék és az alig ingadozó hőmérséklet biztosít létoptimumot. A két barlang kétszárnyú faunája közötti nagy eltérést érdekesen bemutatja az a jelenség, hogy még a pitvar sziklafalait nagyszámban ellepő szúnyogok, például a Culex nemorosus Schrank. és a Culex modestus is külön fajokhoz tartoznak. A barlangokban élő legyek közül említésre méltók a ritkaságnak számító, az Abaligeti-barlangban talált Fungivorides albanensis, a Scotophilella Czizeki Duda és a mindkét barlangban élő Scotophilella Schmitzi Duda, amelyek a Mecsekben máshol nem fordulnak elő.
A denevérlegyek mindkét barlangban való előfordulását könnyen megmagyarázza az élősködő életmód. Változatos a két barlang pókfaunája is. A kaszáspókok és az álskorpiók előfordulnak mindkét barlangnak a bejárati részében, fajilag azonban valamennyien különböznek egymástól. A valódi pókok fajszáma a kőlyukban 20, az Abaligeti-barlangban 10 és ezek között csak három faj közös. Leginkább azok a fajok képviselik a két barlang pókfaunáját, amelyek rendszerint az árnyékos, sötét helyeket szeretik, de sok kóbor faj is felkeresi a bejáratok környékét és a pitvart. Ez a vándorlás különösen tél elején feltűnő, amikor egyes fiatal és kifejlődött vendégfajoknak a telelési szándéka teljesen megállapítható.
Ehhez képest a pókoknak nagyon kozmopolita fajai lepik el az őszi és a téli hónapokban a nyáron viszonylag fajszegény és tiszta biotópot. Az atkák közül a kőlyukban és az Abaligeti-barlangban közös faj a Pergamasus crassipes L., az Eugamasus loricalus Wank. és a Spinturnix vespertilionis L., de a Pergamasus theseus csak a kőlyukban fordul elő. Mivel a két barlang denevérfaunája eltér, ezért természetes, hogy a rajtuk élő, parazita atkák is különböző fajokhoz tartoznak, csak a Spinturnix vespertilionis L. közös faj, amely a mindkét barlangban előforduló hegyesorrú denevér élősködője. Az Ixodes vespertilionis Koch az Abaligeti-barlangban élő nagy patkósdenevéren és a vízi denevéren fordul elő, amelyek a kőlyukból nem lettek kimutatva. A hazánk faunájában új Spinturnix psi Kolen. csak a mánfai barlangból lett gyűjtve, ahol az a barlang denevérfaunáját uraló hosszúszárnyú denevér parazitája.
Halak nem élnek a barlangban. Az emlősök közül természetesen a denevéreké a főszerep. Közös faj a hegyesorrú denevér és a hosszúszárnyú denevér. A mánfai barlangban nem található meg az Abaligeti-barlangban elterjedt nagy patkósdenevér, a kis patkósdenevér és a vízi denevér, de a ritka tavi denevér csak a kőlyuk lakója, ahol egyedenként él. A két barlang fajállományának a nagy különbsége miatt kell a faunaeltérés okait vizsgálni. A kőlyuk faunájának a többsége a barlangjáró fajokból áll. A kőlyuknak az emberlakta helyektől távol, sűrű bükkerdő és tölgyerdő mélyén, változatos növényzetű, vadregényes völgyeknek a mészkő sziklákban gazdag alján, olyan helyen van a bejárata, amely nagyon felülmúlja az Abaligeti-barlang környékét fajváltozatosságban. Ez a magyarázata annak, hogy az Abaligeti-barlang pitvarában található élőlények fajszámát és egyedszámát a bogarak kivételével meghaladja a viszonylag kis kiterjedésű barlang bejárati részének a faunagazdagsága.
A közös faunaelemet ezek között leginkább a biotopubiquisták képviselik. A barlangkedvelők között van a legtöbb, közös vonás. Azonban a barlangkedvelő fajok között is van eltérés, amelyet meg kell magyarázni. A két barlang faunája közötti összefüggés magyarázatakor rámutatott arra, hogy a két barlang környéke nagyon eltér egymástól. A kőlyuk 57,8 méter hosszú, az Abaligeti-barlang 466,8 méter hosszú, de van két mellékága is, amelyek közül az egyik 68 méter, a másik 40 méter hosszú. A mánfai barlangban ezért kicsi az élettér és az életfeltételek kevésbé változatosak, amely nem kedvez a szárazföldi, barlangkedvelő élőlények letelepedésének. Az Abaligeti-barlangnak két bejárata van, a kőlyuknak egy. A kőlyuk pocsolyáinál és a vastag sárrétegből álló talajánál kedvezőbb környezetet nyújt a földben átalakuló szervezetek számára az Abaligeti-barlangnak a mésztufával, kavicshordalékkal vegyes homokból álló, vizes, nedves és száraz részekkel váltakozó talaja.
A kőlyukban 1931-ben a talaj évi legnagyobb hőmérséklete 10,8 °C, a legkisebb hőmérséklete 6,2 °C, az évi középhőmérséklete 9,5 °C, az Abaligeti-barlang talajánál hűvösebb volt és emellett az ingadozási amplitudo is nagyobbnak adódott. Főleg az gátolja a kőlyukban a földben átalakuló élőlények állandó letelepedését, hogy a barlangot teljes szélességében nagy mélységű áradás mossa végig a tavaszi hóolvadás miatt, amely a kifejlődött és az átalakuló élőlények közül rengeteget magával sodor. Azt sem szabad figyelmen kívül hagyni, hogy a kőlyuk feltárásakor a talajt 80 centimétertől 1,8 méter vastagságig kihordták, amely miatt megintcsak nagyszámú, földben élő és fejlődő faj áldozattá válhatott. A kőlyukban 1931-ben a levegő legnagyobb hőmérséklete 20 °C, a legkisebb hőmérséklete 5,8 °C, az évi középhőmérséklete 10,6 °C volt. A barlangnak a három méter magas és másfél méter széles bejárata, valamint a kis kiterjedése miatt majdnem az egész barlangra hatással van a felszín klímájának a nagy ingadozása. A mánfai barlangban az évi ingadozási amplitudo 14,2 °C és ez barlangbiológiai szempontból károsan nagy, amely csökkenti a barlang relatív nedvességét és fokozza a normális párolgást. Ezzel az egy tulajdonsággal már meg lehet magyarázni a barlangkedvelő, szárazföldi élőlények eltérő jellegét.
A két barlang vizeinek általában nem tér el a hőmérséklete nagyon, de a vízi élőhelyek létfeltételei nagyon eltérnek egymástól a különböző jellegük miatt. A kőlyuk vízi faunájának a nagyobb része tócsákban él. Mindkét barlangban megegyeznek a táplálkozásbiológiai viszonyok minőségi szempontból. Mennyiségileg természetesen a kőlyukban kevesebb a táplálékforrás, amely a barlang befogadóképességével magyarázható. Talán csak a denevérguanónak van nagy táplálkozásbiológiai szerepe a barlangban. A denevérguanó nagy része az állóvízbe hullik és a vízi fauna számára hosszú ideig táplálékot ad oldott állapotban is. A legtöbb, biológiai tanulsággal a két biochor eutroglobiont, azaz barlanglakó élőlényeinek az összehasonlítása jár. Nem kedvez a szárazföldi, barlanglakó élőlényeknek a kőlyuk kis élettere és a klimatikus viszonyoknak az említett, szélsőséges ingadozásai. A barlangnak az öt eutroglobiont lakója, a Dendrocoelides pannonicus Méh., a Polycelis Tóthi Méh., a Lartetia Gebhardti Wagn., a Niphargus Molnári Méh. és a Stenasellus hungaricus v. robustus Méh. vízből, eltérő változatban, de nagyrészt ugyanazokból a fajokból került elő, amelyek élnek az Abaligeti-barlang patakjában is. A két barlang vízrendszerének az eltérő típusa, az egymástól elkülönített állása és ezért a bennük élő fajoknak az eltérő létfeltételekhez a sok nemzedéken át alkalmazkodó, izolált fejlődése a magyarázat a fajok között lévő különbségekre. A két barlang állatvilágának az összehasonlítása arra példa, hogy a faunájuk közötti, nagy eltérés nem áthidalhatatlan, sőt, mint a természetben mindenhol, úgy itt is nagy kapcsolatok vannak szövevényes, sokoldalú kölcsönhatással, amelyet az élettelen környezet gyakorol az élővilágra, amelynek a tagjai azokra az életfolyamatok alapvető feltételeinek megfelelő differenciálódásokkal válaszolnak.
Az 1933. évi Barlangvilágban kiadott, Gebhardt Antal által írt tanulmányban megjelent egy 1:500 méretarányú alaprajzi barlangtérkép a barlangról. Az 1935. évi Botanikai Közleményekben Boros Ádám azt publikálta, hogy Gymnostomum rupestre nevű lombosmohát gyűjtött a barlangban.

### 1936–1969
1936. augusztus 24-én a BTE Barlangkutató Szakosztály két tagja, Kunszt Imre és Lackenbach Gyula a Mecsek Egyesület barlangkutató osztályának meghívására a kőlyuknál végeztek vizsgálatot Jaskó Sándor által végzett felmérések alapján. Megállapították, hogy az 52. méternél egy szálban álló, középső triász, kompakt mészkőszikla zárja el teljesen a továbbhaladás útját a vízszint magasságában. Azt gondolták, hogy a küszöb kb. 30 cm-es kirobbantásával és egy vízelvezető árok ásásával a barlang első harmadának a pocsolyája lecsapolható és így a barlangnak kb. a kétharmada járható lesz. Egy robbantómester és négy cigány segítségével, két robbantással kb. 50 cm-re kirobbantották a küszöböt, valamint elkészült a vízelvezető árok is. A robbantás után a víz gyorsan apadni kezdett és ezért nagyon valószínű, hogy a barlang első, 50 m-es része száraz és járható lesz. Remélték, hogy a barlang kiszáradásával az utolsó 7 m-es részen is csökken a vízszint és ha ez létrejön, akkor a tócsán át, a szifon alatt átbújva keresik meg a barlang folytatását.
A Mecsek Egyesület 1936. évi évkönyvében az olvasható, hogy a barlangkutató osztály 1936-ban is kutatta a barlangot. Az 1936-ban napvilágot látott, A Bálványtól a Badacsonyig című könyvben az olvasható, hogy van egy hűvös vizű patak és egy hideg vizű forrás, valamint egy kis rét három völgytorok találkozásánál, a mánfai rét előtt, ott, ahol a Kőlyuk nevű, érdekes barlangnak a titokzatosan zúgó bejárata nyílik. A Magyar Barlangkutató Társulat 1936. december 15-én tartott szakülésén Lakenbach Gyula beszámolt arról, hogy kutattak a Kőlyukban, két zsidó-völgyi víznyelővel kapcsolatban. 1937-ben Gebhardt Antal a barlangból kimutatott 159 állatfajt sorolt fel.
Az 1938. évi Turisták Lapjában kiadott tanulmány szerint a nagymélyvölgyi barlangtól körülbelül 15 percre, a Zsidó-völgy felé néző gyönyörű sziklakúpban található a Mánfai-kőlyuk és a nyugati Mecseknek a legnagyobb barlangja, valamint 1936. december óta majdnem végig, 59–60 méterig járható a barlang küszöbének kirobbantása miatt. Középső triász kompakt mészkőben keletkezett és egy észak felé néző sziklaüregből, valamint az abból nyíló két folyosóból áll. A déli folyosóban kevés cseppkő figyelhető meg. Egy szálban álló, nagy szikla zárja el a barlang végén a folyosót és a szikla mögé nem tudtak átjutni. Vízcsobogás hallható a szifon mögött és ez a kis patak valószínűleg azonos a barlangtól nyugatra lévő Zsidó-völgy két 10–17 méteres ördöglyukának vizével. A két ördöglyuk a barlangtól körülbelül 183–187 méterre északnyugatra van. Azért valószínű az összefüggés, mert a barlangban is több víz keletkezik esőzéskor. A barlangtól a 18-as út vezet Vágotpusztán át, a Vízfő forrásainak az érintésével Orfűre. 1936-ban kezdődött el megint rendszeres kutatása, de nincs teljesen feltárva.
Az 1939-ben megjelent, A Mecsek részletes kalauza című könyvben az olvasható, hogy az egyik mecseki érdekesség a Mánfai-kőlyuk. Azt, hogy a Mecsek állatvilágának tanulmányozása milyen meglepő eredménnyel jár különösen azok a rendszeres vizsgálatok bizonyítják, amelyeket a szakemberek az utóbbi években, a hegység két nevezetes földalatti üregében, az Abaligeti-barlangban és a Mánfai-kőlyukban, valamint a Mecsek sok forrásában végeztek. Meg lett állapítva, hogy az Abaligeti-barlangban 184, a Mánfai-kőlyukban 159 és a mecseki forrásokban 190 állatfaj él. Ez az eredmény már önmagában is érdekes, különösen, ha figyelembe vesszük, hogy az avatatlan közönség képzelete csak a denevérek sokaságával népesíti be a barlangok sötét üregeit. Sokkal fontosabb azonban az a megállapítás, hogy a hegység említett barlangjaiban élő állatok között több olyan faj is van, amely sehol máshol a Földön nem fordul elő. Persze nem nagy ezeknek az állatfajoknak a száma, de az előfordulásuk és az életük annál nevezetesebb állatföldrajzi szempontból. Az Abaligeti-barlangból hat, a Mánfai-kőlyukból öt ilyen fajt ismerünk, amelyek, mint a földtörténet ősi állatvilágának a késő leszármazottai, a barlangokban hagyatékként visszamaradtak. Az Abaligeti-barlang egyik nevezetessége, a Stenasellus hungaricus Méh. nevű vakrák ezek között szerepel, amelynek a változata egyébként előfordul a Mánfai-kőlyukban is. Az említett vakrákokon kívül mindkét barlangnak a patakjában és a hozzáférhetetlen, földalatti vízhálózatában érdekes, barlangi csigafaj is él, egy Lartetia, amelynek az előfordulása ugyancsak egyedülálló Magyarország területén. A szárazföldi szervezetek körében, a százlábúak között találhatók olyan fajok, amelyek őshonos lakói a Mecsek barlangjainak. Ezek őslénytani szempontból különösen azért nevezetesek, mert rajtuk válnak leginkább szembetűnőkké azok az anatómiai és élettani elváltozások, amelyek észlelhetők a valódi barlanglakó szervezeteken. Ilyen például a látószervek csökevényesedése, a tapintószervek és a szaglószervek erősebb kifejlődése, a testtakaró festékanyagának csökkenése és a hiánya. Az 1-es jelzésű turistaúton, a Melegmányi-patakon át, a patak jobb partján haladó, gyönyörű erdőben kanyargó gyalogösvényen érhető el öt perc alatt a mánfai barlang. A még át nem kutatott barlang elején a kitűnő vizű Gyula-forrás található. A forrás Zichy Gyula nevéről lett elnevezve és nyugat felé, balra a Zsidó-völgy sziklás és szakadékos bejárata van.
Az 1939. évi Barlangvilágban megjelent, Kadić Ottokár által írt dolgozat szerint a Bükk hegységben lévő Szeleta-barlanghoz, Balla-barlanghoz, Herman Ottó-barlanghoz, Kecske-lyukhoz, Három-kúti-barlanghoz, Istállós-kői-barlanghoz, Büdös-pesthez és Puskaporosi-kőfülkéhez hasonló jelentőségűek a dunántúli barlangok, pl. a Mecsek hegységben található Mánfai-barlang. A Mecsek Egyesület 1940. évi évkönyvében megjelent, Szabó Pál Zoltán által írt írás szerint 1940-ben volt egy tábor a kőlyuknál.
Az 1941-ben kiadott, Magyar turista lexikon című könyvben külön szócikke van a barlangnak. A szócikk szerint a Mecsek hegység É-i lejtőjén, Mánfától Ny–DNy-ra, légvonalban 3 km-re, a Zsidó-völgy és a Nagy-Mély-völgy találkozásánál, egy jelzett turistaút mellett található a Mánfai barlang (mánfai kőlyuk), vagy népiesen a kőlyuk. A Mecsek eléggé karsztosodott kagylómész kőzetében, középső triász kompakt mészkőben jött létre. Egy észak felé néző, 9,7 méter mély, 6,5 méter magas és hat méter széles sziklaüregből, valamint a sziklaüregből nyíló, két szűk folyosóból áll. Az üreg keleti oldalán négykézláb 13,5 méterre lehet behatolni, majd egy szifonon át folytatódik a rókalyuk egy hét méter hosszú és 0,8 méter magas hasadékban. Egy forrás van a hasadékban, amely a bejárattól 10 méterre eltűnik és a barlang folytatását képező völgyben megint előtör. A másik rókalyuk az üreg hátsó részén, a járattalp felett 3,5 méterre kezdődik és kanyarogva, déli irányba vezet. 52–54 méterig járható, azután egy szűk hasadékban folytatódik. Egy víztócsában végződik az utolsó hét méterben. Teljesen jelentéktelen a barlang cseppkőképződménye. A szócikk az 1933. évi Barlangvilágban napvilágot látott és Gebhardt Antal által írt tanulmány alapján íródott.
Az 1942. évi Barlangvilágban megjelent, Wagner János által írt tanulmányban, az 1. ábrán látható a barlangból előkerült Paladilhiopsis Gebhardti H. Wagner és az Abaligeti-barlangban talált Paladilhiopsis hungarica Soós fajokat összehasonlító rajz. Az Országjárás 1942. évi évfolyamában meg lett említve, hogy a Mecsek egyik barlangja a mánfai Kőlyuk. A Mecsek Egyesület 1943. évi évkönyvébe Papp András azt írta, hogy a mánfai rét elején lévő Kőlyuk-barlang kutatását folytatni kell és szükség van a kirobbantására, amelyhez nagy, anyagi áldozatok kellenek. Az 1944-ben megjelent, Szép magyar tájak című könyvben az olvasható, hogy Mánfa közelében van egy Kő-lik.
1946-ban Vértes László az egyik zsidó-völgyi víznyelő patakját megfestette és megállapította a víznyelő összefüggését a kőlyuk vizével. A Magyar Állami Földtani Intézet Évi Jelentése az 1945–47. évekről című kiadványban kiadott és Venkovits István által írt tanulmányban meg van említve, hogy a mély-völgyi Kőlyuktól 30 m-re, a völgy alján egy zsomboly lett feltárva és sikerült túljutni a Kőlyuk addig még soha nem járt szifonján. Az 1948. évi Hidrológiai Közlönyben meg van említve, hogy a Kőlyuk barlang közelében, a völgyoldal felett nem nagy magasságban jelenleg is működnek a Mánfai-völgy karsztvízszivárgásai. A pécsi erdőgazdaság 1950. április 17-én írt levele szerint az Árpádtetői erdőgondnokság körzetében, a kőlyuki védkerületben van a mély és kb. 80 m hosszú barlang. Az erdőgondnokság nem tudott arról, hogy a barlang nyilván van-e tartva, mint természetvédelmi emlék.
1955-ben a TTK Haladás SK Természetjáró Szakosztálya az aktív patakos barlangrészt kutatta. 1955. április 30. és 1955. május 2. között az 50 méteres barlangrész végén átúszták az első szifont. 1955. május 7-én Magyari Gábor megtisztította a szifon nyílását és a nyolc méter hosszú, valamint egy méter mély részen átúszott készülék nélkül. Az új szakaszon fekete mangán-oxid borította a falakat. A szifont azóta lerobbantották és a Komlói Vízmű lezárta a barlangot vízfoglalás miatt. A kutatók a szakosztály pénzéből és a saját pénzükből, különböző intézményektől, nehezen szerzett eszközök segítségével 1955. május 14-én a második, körülbelül 10 méter hosszú szifont úszták át. Az 1955. május 24-i Szabad Népben napvilágot látott cikkben az van írva, hogy cseppköves barlangot találtak Pécs mellett az Eötvös Loránd Tudományegyetem geológus hallgatói. A barlangba két hosszú vízalatti folyosószakaszon jutottak be és a barlang a régóta ismert mánfai kőlyuk folytatásából nyílik.
Az 1956. évi Karszt- és Barlangkutatási Tájékoztató január–februári füzete szerint a Mánfai-kőlyuk szifonja után lévő, majdnem 200 m hosszú járatban a vizsgálatok alapján bakteriális eredetűek az egyenletes fekete bekérgezések. A barlang dolomit betelepülésekkel váltakozó anisusi mészkőben jött létre. Szerintük a közbetelepült, nem jól oldódó dolomit miatt keletkeztek a szifonok és a barlang szépségét a képződő fehér cseppkövek, valamint a fekete bekérgezések növelik. A folyóiratnak ezen az oldalán közzé lett téve az is, hogy a Pécsi Barlangkutató Csoport többször, de sikertelenül próbált meg átjutni a mánfai Kőlyuk harmadik szifonján. Az 1956. évi Karszt- és Barlangkutatási Tájékoztató március–júniusi füzete szerint a Magyar Hidrológiai Társaság Karszthidrológiai és Barlangkutató Bizottságának 1956. január 12-én tartott választmányi ülésén elhangzott, hogy a munkaterületek végleges bejelentése és koordinálása szerint a TTK Haladás SK Természetjáró Szakosztály Barlangkutató Csoportjának feladata a Mánfai Kőlyuk kutatása és feltárása. Az 1956. augusztus 19-én tartott, magyar barlangkutatók második országos ankétjén Kessler Hubert arról számolt be, hogy a karsztvízkutatás új elméleteinek a felhasználása tette lehetővé Komló számára a Kőlyuk forrásának a felhasználását.
A Magyar Karszt- és Barlangkutató Társulat 1959. évi országos ankétjén, a Dudich Endre által tartott elnöki megnyitóban elhangzott, hogy az Ixodes chiropterorum nevű, újnak leírt faj a barlang denevérein is él. Az 1959-ben megjelent, Mecsek útikalauz című könyvben az olvasható, hogy Ibrahim basa a Mátyás király Budavári Palotájából rabolt kincsekkel és Mátyás könyveivel az egyik rejtett mecseki barlangban húzódott meg, amely talán épp a Kőlyuk volt. A barlangban egy idős férfi lakott a leányával. Ibrahimnak tetszett a leány és megölte az apját, hogy ne legyen az útjában. A haldokló a gyilkos törököt megátkozta. Ha a leányát bántani meri, akkor haljon meg a basa is és a leány is. Az átkozódó aggastyánon nevetett Ibrahim és a leányt beljebb cipelte a barlangban. Ekkor egy nagy vihar jött és hatalmas kövek gurultak a kijárat elé. Ömleni kezdett az eső. Egy tomba volt a barlang felett, amely gyorsan megtelt vízzel. A barlangfalat áttörte a víz és a benne lévőket elárasztotta. Meghalt a leány és Ibrahim basa, valamint megsemmisült a sok kincs és Mátyás értékes könyvei. Claus Gy. az 1960-ban megjelent tanulmányában 13 fajt említett meg, amelyeket a barlangban talált.

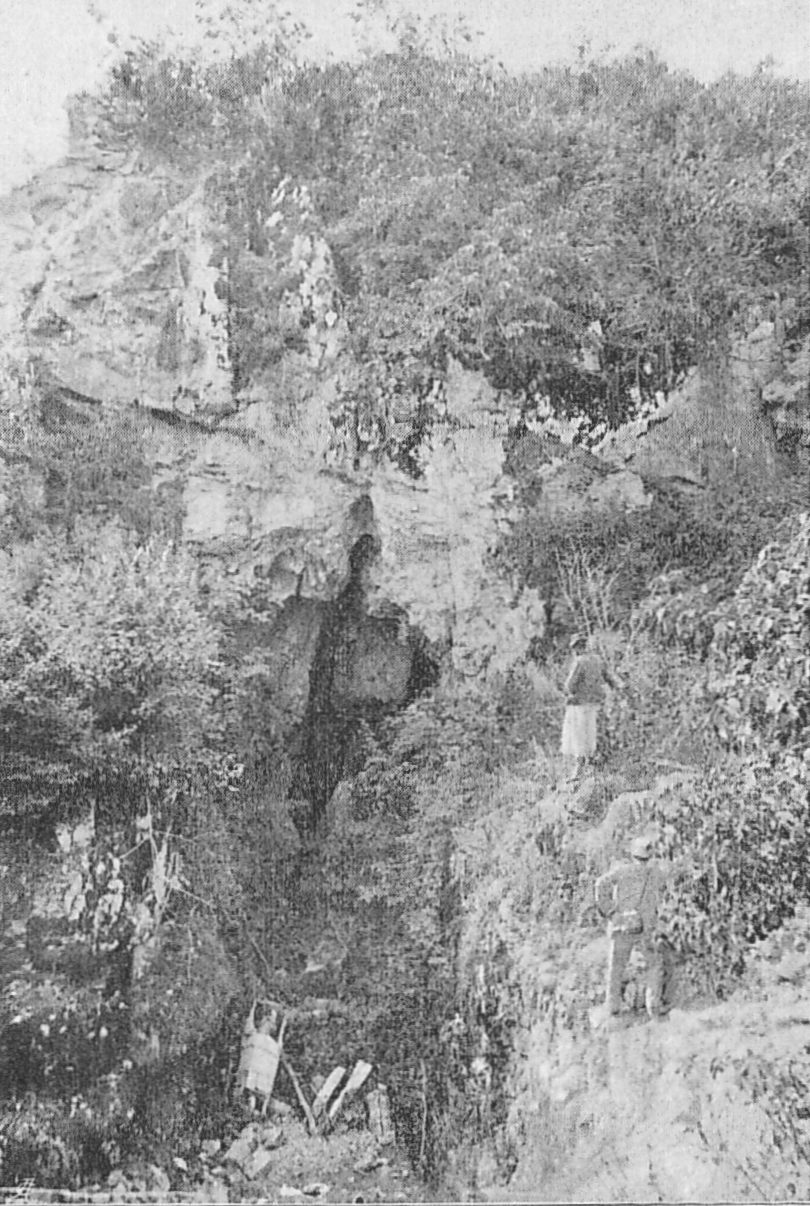
A Mánfai-kőlyuk bejárata régen, Zelesny Károly fényképén

Az 1961. évi Karszt- és Barlangkutatóban napvilágot látott egy részletes leírás a barlangról, amelyhez mellékelve lett egy térkép a Nyugati-Mecsekről, amelyen meg van jelölve a helye és egy alaprajzi barlangtérkép, amely Csermely Vilmos felmérése alapján készült. A leírás szerint a bejárata a Mély-völgy alsó szakaszán, hegyoldalban található és szakszerűtlen feltárással át van alakítva, valamint a bejáratával szemben van a Hosszúcseri-zsomboly. A mesterségesen szélesített bejáratnak az alsó, keleti sarkában is egy vízkutató vágat van hajtva, amely eléri az aktív forrásbarlangot. Körülbelül az északnyugat–délkelet irányú és az erre merőleges, szerkezeti hasadékrendszer mentén alakult ki. A régen 73 méter hosszú, könnyen járható barlang az első szifonnal végződött és 1955-ben egy körülbelül 180 méter hosszú rész lett feltárva. A körülbelül 253 méter hosszú barlangnak a harmadik szifonnál van a végpontja. A fala az első szifon után mangánréteggel bevont. A komlói vízmű birtokában van, amely hasznosítja a karsztvizet és zárva tartja a barlangot. A Melegmányi-forrásbarlang vakrákjai a kifejlődésük szerint nem a kőlyuk vakrákjaihoz hasonlók, hanem az Abaligeti-barlangban élőkhöz.
1961-ben Andrássy I. a barlangból írta le a Nothotylenchus antricolus nevű fonálférget. Az 1962-ben kiadott, A barlangok világa című könyvben az olvasható, hogy a nyugat-mecseki karsztvidék legkeletibb részén, a Mély-völgyben, a Zsidó-völgy torkolatánál található. A barlang északnyugat–délkeleti és az ezeket keresztező törések egymásba kapcsolódó rendszerében keletkezett. 57 m hosszú és egy szifonnal végződik az aránylag könnyen járható folyosó. Nincs kiépítve, de le van zárva, mert a Komlói Vízmű hasznosítja a vizét. Magyari Gábor és a társai két szifonon úsztak át 1955-ben és a harmadikon nem jutottak túl. Körülbelül 180 méter hosszú volt az általuk felfedezett szakasz és ebben a részben is a jellemző fekete mangánréteg figyelhető meg a falakon. A magyarországi barlangok közül az egyik a mánfai barlang, amely eléggé ismert biológiailag. A barlangban Stenasellus hungaricus robustus Méh. nevű ászkarák alfaj, a Grassii Silv. és a Staphylinus Westw. nevű lábaspotrohúak, a barlangi vizekben Niphargus leopoliensis Molnári Méh. nevű felemáslábú rák és a bennszülött Polycelis Tóthi Méh., valamint a Dendrocoelides pannonicus Méh. nevű örvényférgek élnek. Barlanglakó a vak vízicsigája, a Paladilhiopsis Gebhardti H. Wagn. A Melegmányi-völgyben, egy névtelen barlangban sok vakrák él, amelyeknek a kifejlődése nem hasonlít a kőlyuki vakrákok kifejlődéséhez. A bejáratával szemben lévő hegyoldal tetején nyílik a Hosszúcseri-zsomboly.
1962-ben Havranek László említette a durvavitorlájú törpedenevér előfordulását a barlangban. Az 1963. évi Karszt- és Barlangkutatási Tájékoztatóban szó van arról, hogy 1962-ben a Magyar Karszt- és Barlangkutató Társulat Biológiai Szakbizottsága denevérgyűrűzéseket végzett a Mánfai-barlangban. Az 1965-ben megjelent, Turisták zsebkönyve című könyv szerint a mecseki barlangok közül az egyik említésre méltó barlang a Mánfai–Kőlyuk, amelynek forrásvizét használja fel a komlói vízmű és ezért a barlangot lezárták. 1966 augusztusában a Baranya Megyei Idegenforgalmi Hivatal Barlangkutató Csoportjának egyik munkahelye volt a barlang és a munkájuk Komló vízellátásával volt kapcsolatban, mert a csoport javaslatára egy duzzasztógát létesült a Mély-völgyben.
Az 1967. évi Karszt- és Barlangkutatási Tájékoztatóban napvilágot látott jelentésük szerint a duzzasztógát tárolt vize nagyon hozzájárul a nyári, komlói vízhiány csökkentéséhez. Sok milliós megtakarítás érhető el ezzel a megoldással, mert ennek hiányában csak fúrt kutakból lett volna kinyerhető a szükséges vízmennyiség. A sikeres beruházáshoz, a tervezéshez és a kivitelezéshez nagy társadalmi munkával járult hozzá a csoport. A munkacsoport az Eötvös Loránd Tudományegyetemnek a geológus hallgatóiból állt, akik nehéz munkát végeztek itt a nyári szünetük egy részében. Két feladatuk volt, a völgyzárógát alapjának a kirobbantása és a barlang első két szifonjának az áttörése. A gépeket, a kompresszort, a réselőket, a fúrókat és a lőszert a Komlói Víz- és Csatornaművek adta. A barlang szifonjai a kutatásnak régóta akadályai voltak. Kétszer átúszták azokat, de a mögötte található rész hosszú ideig járhatatlan volt. Ennek a résznek a feltárását nyolc robbantás oldotta meg. Az első szifonon, a Geológus-szifonon száraz lábbal át lehetett menni, a másodikon, az Átok-szifonon túl tudtak jutni víz alá bukás nélkül. A kőlyuk körülbelül 250 méter hosszú lett. A járatokban sok a cseppkő és a falakat az Orfűi Vízfő-barlangban találhatóhoz hasonló, fekete mangánkéreg borítja. Néhány helyen heliktitek vannak a barlangban. A harmadik szifon áttörését nagyon nehéznek ítélték és ezért nem foglalkoztak vele.
Pintér László 1968. évi tanulmányába azt írta, hogy az Abaligeti-barlangnak és a Mánfai-kőlyuknak egymással érintkező vízrendszere van. 1969-ben egy mesterséges tárót hajtottak a barlangba és benne egy betongátat emeltek, valamint a tárót beépítették csővezetékekkel. A barlang nagy része elvesztette a természetes jellegét a beavatkozások miatt. A vízrendszerét közvetlenül érintette a kiépítés, mert a vizét visszaduzzasztották.

### 1974–1992
Az 1974. évi Karszt és Barlangban napvilágot látott, Plózer István által írt tanulmány szerint a barlang a mecseki Mély-völgyben, Mánfa mellett helyezkedik el. Középső triász alsó anisusi mészkőben jött létre és a bejárat felé áramló, 10 °C hőmérsékletű víz van benne. A publikáció barlangra vonatkozó része Magyari Gábor szóbeli közlésének alapján és egy cikknek felhasználásával készült. A bibliográfia részben a 48. tétel nem a Frank-barlanggal foglalkozik, hanem a Mánfai-kőlyukkal és a 73. tétel is kapcsolódik a barlanghoz az 1975. évi Karszt és Barlangban kiadott, Rónaki László által írt kiegészítés szerint. A barlangonkénti bontásban a 32. és a 73. tétel is foglalkozik a barlanggal. A Szabad Népben megjelent 48. tétel pontosítva lett és a pontosítás szerint május 24-én jelent meg, valamint nem a 24. oldalon található, hanem a 4. oldalon. 1975-ben Nagy Géza a saját maga által végzett felmérés és Csermely Vilmos adatai alapján megszerkesztette a barlang alaprajz térképét, amelyen szerepel az 1955-ben feltárt szakasz is. Az 1975. évi Karszt és Barlangban megjelent, Nagy Géza által írt tanulmányban publikálva lett a Nagy Géza által készített térkép.
Az 1976-ban befejezett, Magyarország barlangleltára című kéziratban az olvasható, hogy a Mánfai Kőlik további nevei Gyula-barlang, M, Kőlyuk és Zichy Gyula-barlang. A Mecsek hegységben, Komlón helyezkedik el. A településtől DNy-ra 3 km-re, a Mély-völgy és a Zsidó-völgy találkozásánál, a komlói vízmű területén, 210 m tengerszint feletti magasságban található. Két bejárata van, amelyek közül az alsó vezet a patakhoz. A 235 m hosszú forrásbarlang felső, nagyobb része inaktív és alsó részében forrás van. Eredeti állapotát nagyon megváltoztatták a vízmű céljára kiépítéskor. A kézirat barlangra vonatkozó része 4 publikáció alapján lett írva. A Bertalan Károly és Schőnviszky László által összeállított, 1976-ban napvilágot látott Magyar barlangtani bibliográfia barlangnévmutatójában meg van említve a Mecsek hegységben lévő barlang Mánfai-Kő-lyuk néven. A barlangnévmutatóban fel van sorolva 34 irodalmi mű, amelyek foglalkoznak a barlanggal.
Az 1976-ban összeállított, országos jelentőségű barlangok listájában lévő barlangnevek pontosítása után, 1977. május 30-án összeállított, országos jelentőségű barlangok listáján rajta van a Mecsek hegységben, Komlón található barlang Mánfai-kőlyuk néven. Az 1977. évi Karszt és Barlang angol nyelvű különszámában megjelent, The longest and deepest caves of Hungary (December 31, 1975) című közleményből megtudható, hogy a Mecsek hegységben fekvő, 253 m hosszú Kőlyuk (Mánfa Cave) 1975. december 31-én Magyarország 41. leghosszabb barlangja.
Az 1977. december 31-i állapot szerint (MKBT Meghívó 1978. május) a Mecsek hegységben lévő és 253 m hosszú Mánfai Kő-lyuk az ország 42. leghosszabb barlangja. Az 1977. évi Karszt és Barlangban megjelent összeállítás alapján, 1977. december 31-én Magyarország 46. leghosszabb barlangja a Mecsek hegységben elhelyezkedő, 1977. december 31-én, 1976-ban és 1975-ben 253 m hosszú Mánfai-kőlyuk. Ez az összeállítás naprakészebb az 1978. májusi MKBT Meghívóban publikált listánál. Az 1977-ben megjelent, Lénárt László által összeállított kiadványban meg van említve, hogy a Marcel Loubens Barlangkutató Csoport valamikor bejárta.
Az 1977. évi Karszt és Barlangban megjelent, Bajomi Dániel által írt tanulmány szerint az 1920–30-as években Dudich Endre kezdeményezése és munkássága, valamint Gebhardt Antal és Bokor Elemér szisztematikus kutatásai miatt születtek meg azok az alapvető tanulmányok, amelyek a Baradla-barlang, az Abaligeti-barlang és a Mánfai-barlang komplex biológiai-ökológiai feldolgozásához vezettek. Az örvényférgek közül figyelemre méltó a barlang vizeiben bennszülött Polycelis tóthi és Dendrocoelides pannonicus. Andrássy István írta le a Nothotylenchus antricolus nevű fonálférget a barlangból.
Előfordul a barlangban Tubifex tubifex (gyűrűsféreg), Stenasellus hungaricus robustus (víziászka alfaj), Niphargus leopoliensis molnári (felemáslábú rák), Lepthyhantes pisai bükkensis (pókalfaj), Porrhomma rosenhaueri (pók), és ennek alfaja a Porrhomma rosenhaueri hungaricum. Lábaspotrohú rovarok közül van benne Campodea grassii és Campodea staphylinus. A barlangban található puhatestűek közül troglofil faj a Pisidium casertanum, troglobiont faj a Paladilhiopsis gebhardti. Gebhardt Antal szerint 29 kétszárnyú faj él benne. A tanulmányban van egy Magyarország térkép, amelyen a Magyarországon lévő, biológiailag kutatott barlangok földrajzi elhelyezkedése figyelhető meg. A térképen látható a biológiailag részletesen feldolgozott Mánfai-barlang földrajzi elhelyezkedése. A térkép szerint 159 állatfaj lett meghatározva a Mánfai-kőlyukból. A folyóirat 1977. évi különszámába bekerült a tanulmány angol nyelvű változata. Ebben a tanulmányban is közölve lett a térkép, amelyen Mánfa a barlang neve.
Az 1979-ben kiadott, Mecsek és környéke útikalauz című kiadványban található egy Mánfai-kőlyukhoz kapcsolódó régi történet, amely szerint a török időkben egy Ibrahim nevű basa rabolt kincsekkel sietett vissza a hazájába a Mecseken keresztül. A kísérőivel egy barlanghoz ért, ahol egy bujdosó magyar élt a nagyon szép leányával. A basa gyorsan szerelmes lett a leányba és magával akarta vinni. A török leszúrta az apját. A haldokló magyar megátkozta a törököt, ha a leányt bántani akarja, akkor mindketten inkább haljanak meg. Amikor a török ki akarta vonszolni a leányt, akkor hatalmas vihar keletkezett és bedőlt a barlang. Maga alá temette a leányt, a törököt és a kincseket. Azóta is rejti őket a Kőlyuk, mert még nem találta meg senki a barlang bejáratát.
Az 1975–1980. évi Karszt- és Barlangkutatásban megjelent Kordos László által írt tanulmány szerint Gebhardt Antal a barlang két vízmintájában 10,9–9,7 milligramm kén-trioxid koncentrációt talált egy liter vízben. Az 1980. évi Karszt és Barlang 1. félévi számában publikálva lett, hogy a kiemelt jelentőségű Mánfai-kőlyuk a 4100-as barlangkataszteri területen (Villányi-hegység, Mecsek hegység, Zselic és környéke) helyezkedik el. A barlangnak 4120/2. a barlangkataszteri száma. Az MKBT Dokumentációs Bizottsága a helyszínen el fogja helyezni, a többi kiemelt jelentőségű barlanghoz hasonlóan, a barlang fémlapba ütött barlangkataszteri számát. A barlangkataszteri szám beütéséhez alapul szolgáló fémlap ugyanolyan lesz mint a többi kiemelt jelentőségű barlang fémlapja.
1981. decemberben Székely Kinga töltötte ki irodalom alapján a barlangkataszteri törzslapját. A kéziratban az látható, hogy az egyik névváltozata az „M” jelölés is, Komlón található és a bejárata természetes, átalakított és foglalt. 57 méter meg 180 méter hosszú és a vízszintes kiterjedése 125 méter. Középső triász anisusi mészkő a befoglaló kőzete. Elágazó, többszintes és vízszintes jellegű, amelyben három állandó szifon van. A barlang nem járható és nem látogatható. A Komlói Városi Vízmű és az OKTH Dél-dunántúli Felügyelősége kezeli. Vízgazdálkodás céljára van kiépítve és ezért kiemelt jelentőségű. Egy körülbelül 57 m hosszú táró a mesterséges létesítménye.
1982. július 1-től az Országos Környezet- és Természetvédelmi Hivatal elnökének 1/1982. (III. 15.) OKTH számú rendelkezése (1. §. és 3. §., illetve 5. sz. melléklet) értelmében a Mecsek hegységben lévő Mánfai-kőlyuk fokozottan védett barlang. Fokozottan védett barlang hidrológiai jelentősége miatt lett és azért, mert regionálisan fontos denevérélőhely. Az 1982. szeptember–októberi MKBT Műsorfüzetben meg van említve, hogy a Mecsek hegységben található Mánfai-kőlyuk fokozottan védett barlang. A felsorolásban a barlangnevek az MKBT által jóváhagyott és használt helyesírás szerint, javított formában lettek közölve.
Az 1984-ben napvilágot látott, Magyarország barlangjai című könyvben részletesen le van írva a Mánfai-kőlyuk. A kiadvány országos barlanglistájában szerepel a Mecsek hegység barlangjai között a barlang Mánfai-kőlyuk néven  Mánfai Kőlik, Gyula-barlang és Zichy Gyula barlang névváltozatokkal. A listához kapcsolódóan látható a Mecsek hegység és a Villányi-hegység barlangjainak földrajzi elhelyezkedését bemutató 1:500 000-es méretarányú térképen a barlang földrajzi elhelyezkedése. A könyvben van egy Magyarország térkép, amelyen a Magyarországon lévő, biológiailag kutatott barlangok földrajzi elhelyezkedése figyelhető meg. A térképen látszik a biológiailag részletesen feldolgozott Mánfai-kőlyuk földrajzi elhelyezkedése.
A részletes leírásból az tudható meg, hogy a Mecsek egyik ismert nevű, kevesek által bejárt, patakos és nagy méretű barlangja. Először az 1844-ben kiadott és Hölbling Miksa által írt könyvben jelent meg a neve nyomtatásban, majd több mint fél évszázadon keresztül senki nem írt a barlangról. Myskowszky Emil azt akarta, hogy könnyen járható legyen a barlang. 1927-ben valósult meg az, hogy a barlangnak egy része látogatható lett. A munkát Ozanich Gyula tervezte meg és vezette. A meszes és agyagos kitöltésben, több helyen ástak próbagödröt, azért mert meg akarták állapítani, hogy a kitöltésben van-e régiség. Ebben az évben létrákat helyeztek el és lépcsőket építettek a meredek szakaszokon, hogy egyszerű legyen a hátsó járatok elérése, a barlangot felmérték és fényképek készültek a barlangról. 1928-ban önkéntesek segítségével folytatódott a feltárása és a felső nyílás tágítása után a 44 méter hosszú járatból eltávolították az átlagosan egy méter vastag iszapréteget és az eltávolított anyagot áthordták a barlang első szakaszába, hogy a talpszintet kiegyengessék. A felső járat így kényelmesen járható lett és az alsó járatban, a vízszintes alapra egy betonjárdát készítettek.
Az alsó részben egy 10 méteres szakasz átrobbantásával egy új járat készült a forráshoz. A forrás medrét kikotorták és a vizét visszatartották egy falazott duzzasztógáttal. 1929 tavaszán nagy esők voltak és a víz betört a felső járatba, amely kimosta a feltöltést, de megmutatta, hogy a még ismeretlen járatokba honnan lehet bejutni. A végpontig, 52 méterig a járatot kitisztították és áthidalták a tócsákat. Az Ozanich Gyula által vezetett átalakítással a barlangnak a belső képe és a bejárati képe nagyon megváltozott, de a kiépítés ezzel nem fejeződött be. 1936-ban a Mecsek Egyesület barlangkutató osztálya és a Budapesti Egyetemi Turista Egyesületnek a barlangkutatói az 52. méternél lévő, a továbbjutást akadályozó sziklát átrobbantották, valamint egy vízelvezető árkot ástak és így lettek megszüntetve a tócsák. A barlangnak ekkor a kétharmada vált járhatóvá. 1947-ben a második világháború utáni, egyik első, hazai barlangkutató expedíció a Mecsekben történt, amelyet Vértes László vezetett. A kutatók leginkább az ismeretlen járatok megismerését gátló szifont akarták legyőzni. 1951-ben próbáltak először átjutni a szifonon és Vértes László feljegyzése alapján a szifonon túl egy kicsi, körülbelül másfélszer két méteres üreget fedeztek fel, de ezután a szikla mélyen a víz alá ért.
1953. januárban Magyari Gábor próbálta átúszni a szifont, de eredménytelenül. 1955-ben az ELTE TTK Turista Szakosztálynak a tagjai a jobban megszervezett expedíciójukkor úgy ítélték meg, hogy a kis hozamú patak vízszintjének a csökkentésével lehet a legegyszerűbben a szifonon túljutni. Egy agyaggátat készítettek a száraz ág végén és a pataknak a kis tóvá duzzadt vizét vödrökkel a gát mögé meregették. A szifonban lévő víznek a részleges eltávolításával át tudtak kelni a szifonon. Nagy István úszott át először a szifonon, amíg a többiek folyamatosan merték a vizet a szifon másik oldalán. Később a társai követték Nagy Istvánt. Az első szifon 5,5 méter hosszú volt és mögötte egy kis termet találtak, amely 10–12 méter hosszú, valamint négy–öt méter magas volt és a terem végén helyezkedett el a második szifon. 1955. májusban arra vállalkoztak, hogy a felfedezett, új szifonon is áthatolnak. A második szifon vizét másfél napos, váltott műszakos munkával süllyesztették le járható mélységűre és május 14-én, délután túljutottak a körülbelül nyolc méter hosszú, második szifonon. Magyari Gábor és Nagy István ment át először. Egy szifonig hatoltak, amely körülbelül 160 méterre volt a második szifontól. Majdnem teljesen összefüggő bársonyos, fekete mangánkéreg fedte az akkor felfedezett rész falait.
Az akadályt jelentő harmadik szifonon azóta sem tudtak átmenni. Később tovább romlott a barlang természetes képe, mert a Komlói Vízmű 1957-ben egy betongátat épített a Gyula-forráshoz vezető, kirobbantott folyosóba, hogy a karsztvizet hasznosítsa. 1969-ben Vass Béla javaslatára egy 56 méter hosszú tárót hajtottak a rosszul tervezett és sokat bírált vízfoglalás helyett. A tárón át jutott a korábban létesített, mély-völgyi völgyzárógáthoz a víz. Ezután a barlangot 105 méter hosszan tették járhatóvá és megszüntették a két szifont. A Baranya megyei Idegenforgalmi Hivatal barlangkutatói a harmadik szifon eltüntetése után kísérletet tettek arra, hogy a negyedik szifonon átjussanak, de ez nem sikerült.
A barlang dolomitos és dolomitos mészkőpados, középső triász anisusi mészkőben jött létre. A dolomitos részeken keletkeztek a szűk szifonok. Nagy Géza megállapította, hogy a belső szakaszon nagyobb a barlangi patak vízhozama, mint a külső szakaszon. Ez azért van, mert a kőzet hasadékain a víz leszivárog a mélybe, de igazi víznyelő csak a külső szakaszon van. A Gyula-forrásban, összegyűjtve jutnak a felszínre a barlangi vizek, majd megint eltűnnek a Zsidó-völgy és a Mély-völgy találkozásánál. Az Eta-forrásban újra napvilágot látnak. A barlangi patak felkavarása után, perceken belül zavaros lett a források vize és csak néhány órával később lett ismét tiszta. A barlang vízrendszeréhez három víznyelő, a Zsidó-völgyi 1. sz. víznyelő, a Zsidó-völgyi 2. sz. víznyelő és a Zsidó-völgyi 3. sz. víznyelő tartozik. Gebhardt Antal a barlangnak az első tudományos feldolgozója. Gebhardt Antal barlangi tevékenységéről részletes ismertetés található a könyv Mánfai-kőlyukról szóló fejezetében. A barlang a rossz példája annak a jövőben várható tendenciának, amikor fokozottabb mértékben fogják hasznosítani a barlangokat és a barlangok természetes jellegét meg fogják szüntetni. A szerző remélte, hogy ennek a folyamatnak nem a Mánfai-kőlyuk lesz a példája.
Az 1986. évi Karszt és Barlangban megjelent bibliográfia regionális bibliográfia részében szerepel a barlang Mánfai Kő-lyuk néven. Az összeállítás szerint a Karszt és Barlangban publikált írások közül 2 foglalkozik a barlanggal. Az 1987. december 31-i állapot alapján Magyarország 60. leghosszabb barlangja a 4120/2 barlangkataszteri számú, 253 m hosszú Mánfai-kőlyuk. Az összeállítás szerint az 1977. évi Karszt és Barlangban közölt hosszúsági listában a barlang 253 m hosszú. Az 1989. évi Karszt és Barlangban lévő, Magyarország barlangjai című összeállításban szó van arról, hogy a Mecsek hegységben fekvő, 253 m hosszú Mánfai-kőlyuk, illetve az Orfűi Vízfő-barlang forrásai vízgazdálkodási célra vannak hasznosítva. A publikációban lévő 1. ábrán (Magyarország térkép) be van mutatva a Mánfai-kőlyuk földrajzi elhelyezkedése. A folyóirat 1989. évi különszámában napvilágot látott ennek az utóbbi tanulmánynak az angol nyelvű változata (The caves of Hungary). Ebben a tanulmányban Mánfa-kőlyuk a barlang neve.
1992. augusztus 21. és 1992. augusztus 30. között a Magyar Madártani és Természetvédelmi Egyesület Baranya megyei Csoportja kétszer hálózott és gyűrűzött denevéreket a barlangnál. Az 1992. augusztus 31-i Új Dunántúli Naplóban az olvasható, hogy a hét végén ért véget Abaligeten a III. Országos Denevérkutató Tábor. Az ország sok részéből érkezett 25 fiatal kilenc éjszakán keresztül fogta és gyűrűzte a denevéreket az Abaligeti-barlangnál, a Mánfai-kőlyuknál és az Orfűi Vízfőn. A Magyarországon található 25 denevérfajból 18 fajnak majdnem 1000 példányát sikerült megfogni és lemérni. A több meglepetést hozó tábornak a szervezéséhez az abaligeti önkormányzat, személy szerint Baritz István polgármester sok segítséget adott. A legnagyobb meglepetés egy fehértorkú denevérnek az előkerülése volt, amelynek a baranyai előfordulásáról korábban nem tudtak.

### 1993-tól
1993. március 26-án Demeter Gyöngyi négy Paladilhia hungarica héjat, három fosszilis Cochlicopa lubricat, öt fosszilis Succinea oblongat, négy fosszilis Columella edentulat, 12 fosszilis Pupilla muscorumot, egy fosszilis Orcula doliumot, egy fosszilis Vallonia tennilabrist, egy Zebrina detritat, egy fosszilis Clausilia dubiat, egy fosszilis Clausilia pumilat, egy fosszilis Punctum pygmaeumot, hat Vitrea crystallinat és egy Oxychilus fajt gyűjtött a barlangból. 1994. március 5-én hat közönséges denevér és egy vízi denevér lett megfigyelve járataiban.
1997 áprilisában a Pro Natura Karszt- és Barlangkutató Egyesület a Magyar Denevérvédelmi Alapítvány támogatásával és a Duna–Dráva Nemzeti Park Igazgatóságának az engedélyével lezárta és kitakarította a barlangot. 1998. május 14-től a környezetvédelmi és területfejlesztési miniszter 13/1998. (V. 6.) KTM rendelete szerint a Duna–Dráva Nemzeti Park Igazgatóság illetékességi területén, a Mecsek hegységben található Mánfai-kőlyuk az igazgatóság engedélyével látogatható. 2001. május 17-től a környezetvédelmi miniszter 13/2001. (V. 9.) KöM rendeletének értelmében a Mecsek hegység területén lévő Mánfai-kőlyuk fokozottan védett barlang. Egyidejűleg a fokozottan védett barlangok körének megállapításáról szóló 1/1982. (III. 15.) OKTH rendelkezés hatályát veszti.
2002. január 11-én az egyesület 11 közönséges denevért, 10 nagy patkósdenevért, 10 kis patkósdenevért, négy hegyesorrú denevért, négy vízi denevért, négy tavi denevért és egy horgasszőrű denevért figyelt meg a barlangban. A 2003-ban kiadott, Magyarország fokozottan védett barlangjai című könyvben az olvasható, hogy 240 méter tengerszint feletti magasságban van bejárata, 180 méter hosszú és 150 méter vízszintes kiterjedésű, valamint Dudich Endre 1924-ben vizsgálta a barlang élővilágát. Körülbelül 19 denevérfaj szaporodik, vagy telel benne. 2004-ben az egyesület nyolc közönséges denevért, hét nagy patkósdenevért, három kis patkósdenevért, három vízi denevért és két tavi denevért figyelt meg a barlangban. 2004. augusztus 15-én a Szegedi Karszt- és Barlangkutató Egyesület, valamint a Pizolit Barlangkutató Sportegyesület mérte fel. 2004 novemberében a felmérés alapján Szabó R. Zoltán szerkesztett és rajzolt a barlangról 6 alaprajzi barlangtérképet 16 keresztmetszettel és 6 hosszmetszet barlangtérképet.
2005-ben a Pro Natura Karszt- és Barlangkutató Egyesület 19 tavi denevért, 16 nagy Myotist, hat kis patkósdenevért, öt nagy patkósdenevért, négy vízi denevért, két barna hosszúfülű-denevért, egy horgasszőrű denevért és egy kis Myotist figyelt meg a barlangban. 2005. szeptember 1-től a környezetvédelmi és vízügyi miniszter 22/2005. (VIII. 31.) KvVM rendelete szerint a Duna–Dráva Nemzeti Park Igazgatóság működési területén, a Mecsek hegységben található Mánfai-kőlyuk a felügyelőség engedélyével látogatható. 2005. szeptember 1-től a környezetvédelmi és vízügyi miniszter 23/2005. (VIII. 31.) KvVM rendelete szerint a Mecsek hegységben lévő Mánfai-kőlyuk fokozottan védett barlang.
A 2005-ben megjelent Magyar hegyisport és turista enciklopédia című kiadványban önálló szócikke van a barlangnak. A szócikk szerint a Mánfai-kőlyuk a Mecsek hegységben található és fokozottan védett természeti érték. A Mély-völgy alsó részén, a Zsidó-völgy betorkollásánál, 240 m tengerszint feletti magasságban van a hegységben egyedülálló méretű bejárata. Hölbling Miksa említette elsőként, aki 1844-ben járt benne. Az 1900-as évek elején kezdődött el feltárása, amelyet Ozanich Gyula vezetett. Ekkor még csak egy 6,5 m magas, 6 m széles és kb. 10 m hosszú sziklaüregből, valamint a hozzá kapcsolódó két szűk folyosóból állt. A jelenleg már 180 m hosszú barlang triász mészkőben, tektonikus törésvonal mentén jött létre. Vízgazdálkodási célra hasznosítják vizét. A feltáró munkák, illetve a vízmű részére történő kiépítés során végzett robbantási munkák eredményeként megváltozott a bejárat térsége, a főfolyosó pedig teljesen elvesztette természetes jellegét. Bokor Elemér kezdte el 1922-ben kutatni gazdag élővilágát, de a részletesebb vizsgálatokat 1931-ben Gebhardt Antal végezte el. A leírt 159 faj közül ötöt: a barlangi vízicsigát (Lartetia Gebhardti), a vakbolharákot (Niphargus Molnári), a vak víziászkát (Stenasellus hungaricus robustus), továbbá két, innen ismertté vált örvényzőférget (Dendrocoelides pannonicus, Pilycelis Tóthi) barlanglakónak határozott meg. 19 denevérfaj szaporodik, vagy telel a barlangban. Engedéllyel tekinthető meg, mindhárom bejárata le van zárva. A kiadványban van egy fekete-fehér fénykép, amelyen a barlang bejárata figyelhető meg.
2007. március 8-tól a környezetvédelmi és vízügyi miniszter 3/2007. (I. 22.) KvVM rendelete szerint a Duna–Dráva Nemzeti Park Igazgatóság működési területén lévő Mecsek hegységben elhelyezkedő Mánfai-kőlyuk az igazgatóság engedélyével tekinthető meg. A 2008. évi Víz Világnapja alkalmából elhangzott, Berényi Üveges István által tartott Ivóvízellátáshoz kapcsolódó karsztforrások és barlangok a Mecsekben című előadás a Cholnoky Jenő Karszt- és Barlangkutatási Pályázat egyéni kategóriájában pénzjutalomban részesült. Az előadás ismertette a kőlyuk feltárását is, amely szép fényképekkel volt illusztrálva. Az előadás sem karszthidrológiai, sem szpeleológiai szempontból nem tartalmazott új adatokat, ezért lett értékelve főleg ismeretterjesztő pályázatként.
Az Angyal Dorottya által írt 2011-es kéziratban az olvasható, hogy Gebhardt Antal vakcsiga egyedeket gyűjtött a Mánfai-kőlyukban. A minta Wagner Jánoshoz került, aki ez alapján leírt egy új fajt, amelyet a gyűjtő tiszteletére Paladilhiopsis gebhardtinak nevezett el. Gebhardt Antal úgy gondolta, hogy nincs összeköttetésben az Abaligeti-barlang és a Mánfai-kőlyuk vízrendszere és az emiatt elszigetelt élőhelyek létfeltételei vezettek a régen valószínűleg egy faj különválásához. A kéziratban látható az 1942. évi Barlangvilágban publikált, a két Paladilhiopsis fajt összehasonlító ábra és egy olyan ábra, amely a két barlang földrajzi elhelyezkedését szemlélteti. A mánfai barlang az Abaligeti-barlangnál drasztikusabb beavatkozás áldozata lett, mert a komlói vízmű a barlang forrását víztárolásra és vízkivételre foglalta, hogy biztosítsa a város vízellátását. Angyal Dorottya feltételezte, hogy befolyásolták a barlang vizeit kolonizáló, gerinctelen fajok, így a magyar vakcsiga létét is az 1960-as években történt kiépítések, ezért indokoltnak találta, hogy felmérje a fajnak a természetvédelmi helyzetét. Berényi Üveges István szóbeli közlése alapján azt írta, hogy a két barlang felszíni, vízgyűjtő területének nincs közös határa és a két barlang hidrológiai összeköttetését az elvégzett víznyomjelzések sem bizonyítják. A barlangból 2010 decembere és 2011 októbere között kétszer gyűjtött magyar vakcsiga példányokon molekuláris taxonómiai vizsgálat lett végezve. Az alsó, patakos járatba levezető létra aljától három méterre és a felső, vízmű által hasznosított mesterséges táróban található csorgavízgyűjtő csatornából került elő magyar vakcsiga. 2010. december 22-én hét példányt, 2011. október 21-én 20 példányt gyűjtött. Utóbbiak feketék voltak a rájuk rakódott mangánbevonattól. A kutatás alapján elmondható, hogy az emberi beavatkozás ellenére, az ipari körülményekhez alkalmazkodva a barlangban fennmaradt a magyar vakcsiga populáció, bár a kiépítés miatt szegényedett a gerinctelen faunája és eltűntek belőle endemikus valódi barlanglakó fajok. Megtelepedtek benne olyan fajok, amelyek a zavart, emberi környezetet kedvelik. Javasolta, hogy minél előbb állítsák helyre a barlang természetes állapotát. A barlang aktuális állapotáról és a benne található ipari műtárgyakról és a természetes képződményekről fénykép-dokumentációt készített.
2013. július 19-től a vidékfejlesztési miniszter 58/2013. (VII. 11.) VM rendelete szerint a Mánfai-kőlyuk (Mecsek hegység, Duna–Dráva Nemzeti Park Igazgatóság működési területe) az igazgatóság hozzájárulásával látogatható. 2015. november 3-tól a földművelésügyi miniszter 66/2015. (X. 26.) FM rendelete szerint a Mánfai-kőlyuk (Mecsek hegység) fokozottan védett barlang. 2021. május 10-től az agrárminiszter 17/2021. (IV. 9.) AM rendelete szerint a Mánfai-kőlyuk (Mecsek hegység, Duna–Dráva Nemzeti Park Igazgatóság működési területe) az igazgatóság engedélyével látogatható. A 13/1998. (V. 6.) KTM rendelet egyidejűleg hatályát veszti.

## További irodalom
| További irodalom |
| --- |
| - Bányai Ferenc – Steiner József: A kőlyuki felszíni vízkivételi mű próbaüzemeltetésének hygienes tapasztalatai. Pécsi Műszaki Szemle, 1971. (16. évf.) 3–4. - Claus Gy.: Date on the Taxonomy of the Genus Gomontiella. Revus Algologique, 1960. Párizs. - Claus G.: Daten zur Kenntnis der Algenflora der Höhle Kőlyuk von Mánfa. International Journal of Speleology, 1964. 1. 541–551. old. - Fehér Z. – Majoros G. – Varga A.: A scoring method for the assesment of rarity and conservation value of the Hungarian freshwater molluscs. Heldia, 2006. 6. 101–114. old. - Fényes Elek: Magyarország geographiai szótára. Pest, 1851. (Reprint: Budapest, 1984. ISBN 9630227002) - Gebhardt Antal: A Mánfai barlang fiziográfiája. A Barlangvilágban megjelent tanulmány kézirata, 1933. 1–15. old. (Az eredeti cikknél bővebb.) - Gebhardt Anton: Die Tierwelt der Mánfaer Höhle. Festschrift für Prof. Dr. Emrik Strand, 1937. (3.) Riga. 217–240. old., vagy Festschrift zum 60. Geburststage von Prof. Dr. Embrik Strand, 1936. (3. köt.) Riga. 217–240. old. - Karádi Károly – Oppe Sándor szerk.: Mecsek és környéke útikalauz. Budapest, 1979. 86. old. - Koczián J.: Flusskarte de Baranyer Comitats. 1838. Hat lap. - Kolosváry Gábor: Die Spinnenfauna der ungarischen Höhlen. Mitt. üb. Höhlen- und Karstforschung, 1928., Heft 4., 109–113. old. - Oppe Sándor szerk.: Mecsek útikalauz. Budapest, Sport, 1959. 57. old. - Paál G.: Vízfestések a Vízfő-forrás és a Mánfa–Kőlyuk vízbázisok területén. Kézirat, 2006. - Parrag Tibor: Összehasonlító vízjárásvizsgálatok nyugat-mecseki barlangokban. In: Tésits R. – Tóth J.: Földrajzi Tanulmányok a pécsi doktoriskolából. 1997. - Rónaki László: A Ny-mecseki karszt vízföldtani kutatásának újabb eredményei. Magyar Hidrológiai Társaság Pécsi Csoportjának Jubileumi Évkönyve. Pécs, 1972. - Jan Stach: Die in den Höhlen Europas vorkommenden Arten der Gattung Onychiurus Gervais. Annales Musei Zoologici Polonici, 1934. (10. köt.) 111–222. old. - Jan Stach: The Species of the Genus Arrhopalites occurring in European Caves. Acta Musei Historiae Naturalis, 1945. Krakow (1. köt.) 1–47. old. - Jan Stach: The Apterygotan Fauna of Poland in Relation to the World-Fauna of this Group of Insects Families: Neogastruridae and Brachystomellidae. Acta Monographica Musei Historiae Naturalis, 1949. 341 old. - Jan Stach: The Apterygotan Fauna of Poland in Relation to the World-Fauna of this Group of Insects Family: Onychiuridae. Polska Akademia Nauk, 1954. 219 old. - Jan Stach: The Apterygotan Fauna of Poland in Relation to the World-Fauna of this Group of Insects Family: Sminthuridae. Polska Akademia Nauk, 1956. 287 old. - Wagner H.: Vorläufige Mitteilung über die Molluskenfauna der Grotte von Mánfa in Südungarn. Zoologischer Anzeiger, 1931. (95. köt.) 292. old. - Závoczky Szabolcs: Baranya megye denevérfaunájának felmérése és monitoringja. Kézirat, 1994. TDK dolgozat. Pécsi Tudományegyetem Természettudományi Kar Ökológiai és Állatföldrajzi Tanszék. - –: A Mecsek Egyesület köréből. Dunántúl, 1943. december 4., Dunántúl, 1943. december 31. (Ez utóbbi azonos tárgyú cikk szövegváltozattal.) - –: Cseppköves barlangot találtak Pécs mellett... Tudomány és Technika, 1955. 14. sz. 421. old. |